# (200210) 1999 TE121
(200210) 1999 TE121 es un asteroide perteneciente al cinturón de asteroides, descubierto el 4 de octubre de 1999 por el equipo del Lincoln Near-Earth Asteroid Research desde el Laboratorio Lincoln, Socorro, Nuevo México.

## Designación y nombre
Designado provisionalmente como 1999 TE121.

## Características orbitales
1999 TE121 está situado a una distancia media del Sol de 2,684 ua, pudiendo alejarse hasta 3,258 ua y acercarse hasta 2,109 ua. Su excentricidad es 0,213 y la inclinación orbital 2,884 grados. Emplea 1606,12 días en completar una órbita alrededor del Sol.

## Características físicas
La magnitud absoluta de 1999 TE121 es 17,1.